# Riumșîne, Djankoi
Riumșîne (în ucraineană Рюмшине) este un sat în comuna Iasnopoleanske din raionul Djankoi, Republica Autonomă Crimeea, Ucraina.

## Demografie
Componența lingvistică a localității Riumșîne
     Rusă (80,49%)
     Ucraineană (13,82%)
     Tătară crimeeană (4,88%)
Conform recensământului din 2001, majoritatea populației localității Riumșîne era vorbitoare de rusă (80,49%), existând în minoritate și vorbitori de ucraineană (13,82%) și tătară crimeeană (4,88%).